# NGC 5705
NGC 5705 este o sub-millimetric source⁠(d) situată în constelația Fecioara. A fost descoperită în 17 mai 1884 de către Édouard Stephan⁠(d). Se află la o distanță de 19,59 megaparseci de Pământ.